# Francisco Feliciano
Francisco F. Feliciano (Morong, 19 februari 1941 - Manilla, 19 september 2014) was een Filipijns componist en dirigent. Feliciano werd in 2014 benoemd tot nationaal kunstenaar van de Filipijnen. Feliciano wordt beschouwd als een van belangrijkste componisten van de Filipijnen en een van de belangrijkste Aziatische componisten op het gebied van liturgische muziek.

## Biografie
Francisco Feliciano werd geboren op 19 februari 1941 in Morong in de Filipijnse provincie Rizal. Zijn ouders waren Maximiano Feliciano en Julia Francisco. Hij studeerde aan de University of the Philippines en behaalde daar in 1967 een diploma als muziekdocent en een Master-diploma componeren in 1972. vanaf 1977 studeerde Feliciano aan de Universiteit voor de Kunsten Berlijn en vanaf 1979 vervolgde hij zijn studie aan Yale School of Music waar hij een Master en een Ph.D. Musical Arts behaalde.
Feliciano componeerde meer dan 30 grote opera's en meer dan 100 praisemuziekstukken. Zijn werk werd uitgevoerd op koorfestivals in Europa en de Verenigde Staten en door bekende koren in de Filipijnen zoals de Philippines Madrigal Singers, de UST Singers en Novo Concertante Manila. Belangrijke werken van zijn hand zijn: Pokpok Alimako (1981),  Yerma (1982), La Loba Negra (1983), Sikhay sa Kabila ng Paalam (1993), Ashen Wings (1995) en  Pamugun (1995)
Feliciano overleed in 2014 op 73-jarige leeftijd aan de gevolgen van kanker. Hij was getrouwd met Rebecca Herrera en kreeg met haar twee kinderen.